# Sceptrothelys parviclava
Sceptrothelys parviclava är en stekelart som beskrevs av Graham 1969. Sceptrothelys parviclava ingår i släktet Sceptrothelys och familjen puppglanssteklar.
Artens utbredningsområde är:
- Nederländerna.
- Sverige.

Arten är reproducerande i Sverige. Inga underarter finns listade i Catalogue of Life.